# 大飛島
大飛島（おおびしま）は、岡山県笠岡市の笠岡諸島に属する、面積1.05km2、周囲5.5km、最高点152m（荒神山）の島である。

## 概要
笠岡港より南約17.5kmの瀬戸内海国立公園笠岡諸島にあり、小飛島（後述）の西、白石島の南に位置する。
干潮時に小飛島に向かって出現する砂州は市の天然記念物に指定されている。この砂州の付け根にあたる部分では、奈良時代から平安時代にかけて、航海の安全を祈る祭祀が行われていた。なお、砂州はかつて小飛島とつながるほど巨大なものであったが、潮流の変化などから縮小傾向にある。
教育施設は存在しない。医療施設は、笠岡市飛島診療所がある。
このほか、島内には市指定史跡の大飛島遺跡（指定名称は「大飛島洲の南遺跡」）、大歳神社、椿の原生林などがある。大飛島遺跡出土品の一部（奈良 - 平安時代の銅鏡、銅鈴、銅銭、奈良三彩小壺など）は「岡山県大飛島祭祀遺跡出土品」として国の重要文化財に指定されている。重要文化財の出土品の一部は国（文化庁）の、一部は笠岡市の所有で、前者は岡山県立博物館、後者は笠岡市立郷土館に保管されている。

## 交通
三洋汽船 笠岡港（住吉）→（北浦）→洲（40分）